# پولنیتشکا
پولنیتشکا (به چکی: Polnička) یک منطقهٔ مسکونی در جمهوری چک است که در ناحیه ژدار ناد سازاووو واقع شده‌است. پولنیتشکا ۱۹٫۸۳ کیلومتر مربع مساحت و ۷۴۶ نفر جمعیت دارد و ۵۸۵ متر بالاتر از سطح دریا واقع شده‌است.